# Montrose (Iowa)
Pour les articles homonymes, voir Montrose.
Montrose est une ville du  comté de Lee, en Iowa, aux États-Unis. Elle est  incorporée en 1875 .

## Personnalité de Montrose
- L'actrice américaine Nedra Volz est née à Montrose, le 18 juin 1908.

## Source de la traduction
- (en) Cet article est partiellement ou en totalité issu de l’article de Wikipédia en anglais intitulé « Montrose, Iowa » (voir la liste des auteurs).